# Fascículo atrioventricular
El fascículo auriculoventricular, tradicionalmente conocido como haz de His, es una formación intracardíaca consistente en un fino cordón de naturaleza muscular, de aproximadamente 1 cm de longitud, que forma parte del sistema de conducción del corazón, por medio del cual la excitación de las aurículas se trasmite a los ventrículos. 
Pueden distinguirse en él dos partes: el segmento perforante, corto, de alrededor de 5 milímetros, que atraviesa el trígono fibroso, y el segmento inframembranoso, que cursa a lo largo del perímetro del cuadrante póstero-inferior de la porción membranosa.
Se origina en el nódulo de Tawara situado en la aurícula derecha y recorre la cara inferior del septo interatrial. El segmento inframembranoso después de un breve trayecto a lo largo del septo interventricular se divide en dos ramas: la derecha y la izquierda. Las últimas derivaciones del haz de His se extienden por el endocardio ventricular, formando la red de Purkinje (red subendocárdica).

## El automatismo cardíaco
El impulso eléctrico se origina en unas células especializadas, células marca pasos, que se encuentran agrupadas en la aurícula derecha próxima a la vena cava superior, que constituye el nódulo sinusal. Desde allí el estímulo se distribuye por ambas aurículas hasta llegar al otro nodo (nodo atrioventricular). A partir de este punto el estímulo excitatorio es conducido por un sistema de fibras especializadas, las fibras de Purkinje, organizadas en un haz que transcurre por el septo interventricular: haz de His.